# 谢乐公式
在x射线衍射和晶体学中，谢乐方程是一个将固体中亚微米晶体的大小与衍射图形中峰的展宽联系起来的公式。它经常被错误地认为是颗粒尺寸测量或分析的公式。它是以保罗·谢勒的名字命名的。它用于测定粉末形式的晶体的大小。
谢乐方程可以写成：
{\displaystyle \tau ={\frac {K\lambda }{\beta \cos \theta }}}
其中：
- {\displaystyle \tau }是有序（结晶）畴的平均尺寸，可以小于或等于晶粒尺寸，也可以小于或等于颗粒尺寸；
- {\displaystyle K}是一个无量纲的形状因子，其值接近一致。形状因子的典型值约为0.9，但随晶体的实际形状而变化；
- {\displaystyle \lambda }为x射线波长；
- {\displaystyle \beta }为最大强度的半高宽，减去仪器加宽的线，单位为弧度。这个数量有时也表示为{\displaystyle \Delta \left(2\theta \right)};
- {\displaystyle \theta }为布拉格角。

## 适用性
谢勒方程仅限于纳米尺度的晶体，或者更严格地说，相干散射域的尺寸可以小于晶粒尺寸（由于下面提到的因素）。它不适用于大于0.1 ~ 0.2 μm的晶粒，这排除了大多数金相和陶瓷显微组织中观察到的晶粒。
值得注意的是，谢勒公式提供了相干散射域尺寸的下界，这里称为晶体尺寸，便于理解。究其原因，除了仪器效应和晶粒尺寸外，还有多种因素影响衍射峰的宽度;其中最重要的通常是不均匀的应变和晶格缺陷。峰展宽的来源有位错、层错、孪晶、微应力、晶界、亚晶界、共格应变、化学非均质性和晶粒细小。这些缺陷和其他缺陷也可能导致峰位移、峰不对称、峰增宽的各向异性或其他峰形效应。
如果所有这些对峰宽的贡献（包括仪器展宽）都为零，那么峰宽将完全由晶体大小决定，谢勒公式将适用。如果其他因素对晶体宽度的贡献不为零，那么晶体尺寸可能比谢勒公式预测的要大，而“额外的”峰宽来自其他因素。结晶度的概念可以用来描述晶体尺寸和缺陷对峰展宽的影响。
虽然“颗粒大小”经常用于指晶体大小，但这个术语不应该与谢乐法一起使用，因为颗粒通常是许多晶体的结块，而XRD没有提供关于颗粒大小的信息。其他技术，如筛分，图像分析，或可见光散射可以直接测量颗粒大小。晶粒尺寸可以看作是颗粒尺寸的下限。